# Семенівка (Ізюмський район)
Семені́вка (до 1930 — Дабинівка) — село в Україні, у Оскільській сільській територіальній громаді Ізюмського району Харківської області. Населення становить 18 осіб. До 2020 орган місцевого самоврядування — Малокомишуваська сільська рада.

## Географія
Село Семенівка знаходиться на відстані за 1 км від річки Сіверський Донець (правий берег), вище за течією на відстані 4,5 км розташоване село Заводи, нижче за течією на відстані 3 км розташоване село Шпаківка. Від річки село відокремлене лісовим масивом (сосна). Поруч із селом проходить автомобільна дорога Р79.

## Історія
Кінець XVIII століття — засноване як село Дабинівка. 1930 року — перейменоване в село Семенівка.
У серпні 2008 року поблизу села Семенівки сталася масштабна пожежа лісу, яка захопила територію 100 га.
19 липня 2020 року, в результаті адміністративно-територіальної реформи та ліквідації Ізюмського району (1923—2020), село увійшло до складу новоутвореного Ізюмського району.

## Населення
Згідно з переписом УРСР 1989 року чисельність наявного населення села становила 18 осіб, з яких 4 чоловіки та 14 жінок.
За переписом населення України 2001 року в селі мешкало 18 осіб.
Мова
Розподіл населення за рідною мовою за даними перепису 2001 року:
| Мова       | Відсоток |
| ---------- | -------- |
| українська | 94,44 %  |
| інші       | 5,56 %   |